# Ronald McNair
Ronald Erwin McNair, född 21 oktober 1950 i Lake City i South Carolina, död 28 januari 1986, var en amerikansk astronaut uttagen i astronautgrupp 8 den 16 januari 1978. Han omkom när rymdfärjan Challenger exploderade kort efter uppskjutningen.
McNair tog en B.Sc. i fysik på North Carolina A&T State University 1971, och en Ph.D. på Massachusetts Institute of Technology  1977.
Han var även karateinstruktör med svart bälte och saxofonist. Före olyckan samarbetade han med den franske kompositören Jean Michel Jarre och det var tänkt att han skulle spela in en del av musikstycket Rendez-vous VI i rymden. Jarre döpte efter olyckan om stycket till Ron's Piece.

## Eftermäle
Ett antal platser i USA har blivit uppkallade efter honom, bland annat en gata i Myrtle Beach, South Carolina och ett stort antal skolor.
Nedslagskratern McNair på månen, är uppkallad efter honom.
Även asteroiden 3354 McNair är uppkallad efter honom.
2004 tilldelades han Congressional Space Medal of Honor.

## Rymdfärder
STS-41-B, STS-51-L